# Allophorocera varifrons
Allophorocera varifrons là một loài ruồi trong họ Tachinidae.